# Roberto Eduardo Viola
Pour les articles homonymes, voir Viola.
Roberto Eduardo Viola, né à Buenos Aires le 13 octobre 1924 et mort le 30 septembre 1994 dans la même ville, est un militaire et chef d'État argentin qui fut président de la Nation entre le 29 mars et le 11 décembre 1981, durant la dictature militaire argentine (1976 et 1983).

## Biographie
Viola remplaça Jorge Rafael Videla à la suite de tensions au sein de la direction militaire, insatisfaite de l'incapacité de ce dernier de stabiliser la situation économique et à la suite de l'agitation civile qui régnait. Viola, partisan de la ligne douce, éloigna les collaborateurs immédiats de Videla et débuta une ouverture partielle par la réincorporation de politiciens de carrière et de techniciens civils dans des charges publiques. Les circonstances permirent que la Confédération générale du travail de la République argentine se réorganise et se mobilise sous la direction de Saúl Ubaldini, et ce malgré l'interdiction légale.
Les mesures économiques du gouvernement Viola se montrèrent tout aussi inefficaces que celles de son prédécesseur. Vu les constantes dévaluations du peso argentin face au dollar, impulsées par le ministre de l'économie José Martínez de Hoz (en) pendant le gouvernement de Videla, la préférence se marqua dans le pays pour l'achat de devises, moyen de liquider ses pesos devenus monnaie de singe, contre de la monnaie solide. Les petits épargnants faisaient de même et donc évitaient d'investir dans l'économie du pays.
Le nouveau ministre de l'économie désigné par Viola, Lorenzo Sigaut, affirmait le jour de sa nomination que « celui qui s'appuie sur le dollar est perdant ». Mais quelques jours après il réalisa une dévaluation de 30 % vis-à-vis du dollar, montrant bien que celui qui n'avait pas suivi ses conseils était gagnant. Cette dévaluation était une tentative désespérée d'attirer les investissements étrangers. Au total l'inflation de 1981 allait atteindre 131 % sur base annuelle.
Les déboires économiques et les perspectives d'ouverture du gouvernement de Viola amenèrent la constitution d'une junte multipartite du côté des principaux partis politiques, à la recherche de la réalisation d'élections. Cette perspective amena la junte militaire à se réorganiser en novembre 1981. Y furent alors intégrés le général Leopoldo Galtieri, l'amiral Jorge Anaya et le brigadier général Basilio Lami Dozo, tous partisans d'un contrôle plus dur de la situation civile. Bien que Viola n'eut jamais interrompu la répression ni les opérations contre la « subversion », à la fin de décembre, il fut forcé de quitter son poste. Galtieri le remplaça à la tête de l’État, après un court interim de l'amiral Carlos Alberto Lacoste.
En 1983, avec le retour de la démocratie, Viola fut arrêté et jugé pour les crimes commis sous son mandat. En 1985 il fut condamné à 17 ans de prison, inéligibilité perpétuelle et perte de son grade militaire. Il sortit de prison, ainsi que d'autres leaders militaires en 1990, à la suite de la grâce concédée par le président Carlos Menem. Il mourut en 1994, avant la réouverture d'enquêtes à son encontre.